# لياندرو أنتونيس
لياندرو أنتونيس (28 يوليو 1997 - ) هو لاعب كرة قدم برتغالي في مركز الهجوم. لعب مع سبورتينغ براغا.

## وصلات خارجية
- لياندرو أنتونيس على موقع قاعدة بيانات كرة القدم.إي يو (الإنجليزية)
- لياندرو أنتونيس على موقع Soccerway.com (الإنجليزية)